# دخترخاله آنجلیکا
دخترخاله آنجلیکا (انگلیسی: La prima Angélica) یک فیلم درام اسپانیایی به کارگردانی کارلوس سائورا است که در سال ۱۹۷۴ منتشر شد. در این فیلم مردی میانسال، با بازی خوزه لوئیس لوپز، خاطرات دوران کودکی‌اش در طول جنگ داخلی اسپانیا را مرور می‌کند. این فیلم در سال ۱۹۷۴ در بخش رقابتی جشنواره فیلم کن حضور داشت و جایزه هیئت داوران را کسب کرد.

## داستان
هنگامی که لوئیس، تاجری مجرد، از بارسلونا سفر می‌کند تا بقایای مادرش را در طاق خانواده اش در سگویا دفن کند، توسط خاله‌اش پیلار در خانه قدیمی اش اسکان داده می‌شود، جایی که تابستان سال ۱۹۳۶ خود را با او گذرانده بود. او با دخترخاله‌اش آنجلیکا، که اولین عشق او بود، ملاقات می‌کند و دوران کودکی خود را در دوران جنگ داخلی اسپانیا که با زمان حال در هم آمیخته بود را به یاد می‌آورد.

## بازیگران
- خوزه لوئیس لوپس باسکس
- فرناندو دلگادو
- لینا کانالخاس

## حاشیه‌ها
نمایش فیلم در اسپانیا بسیار بحث‌برانگیز بود و با مخالف حزب راست اسپانیا مواجه شد. تهیه‌کننده فیلم تحت فشار قرار گرفت تا برخی از صحنه‌ها را سانسور کند، مخصوصاً در صحنه‌ای که در آن شخصیتی که بازویش را می‌شکند، دستش را به صورت یک سلام فاشیستی گچ می‌گیرد. اما تهیه‌کننده از این عمل امتناع کرد و گفت: «از نظر قانونی، من تنها کسی هستم که می‌توانم فیلم را قطع کنم و حتی یک فریم را هم حذف نمی‌کنم»

فقط نگاه سائورا به دوران جنگ داخلی اسپانیا باعث خشم نشده بود بلکه سائورا معتقد بود:
من خانواده اسپانیایی را ویرانگر می‌بینم. بچه‌ها تحت کنترل و سرکوب هستند. این بخشی از فرهنگ اجتماعی و خانوادگی است. این مادر است، این پدر است، این بچه‌ها هستند: به عنوان یک خانواده شروع می‌شود و تبدیل به یک قبیله و سپس یک مافیا می‌شود. شما شروع به محبت می‌کنید و وقتی کانون خانواده آنقدر محکم نیست، منجر به انحراف می‌شود.